# Taz lab

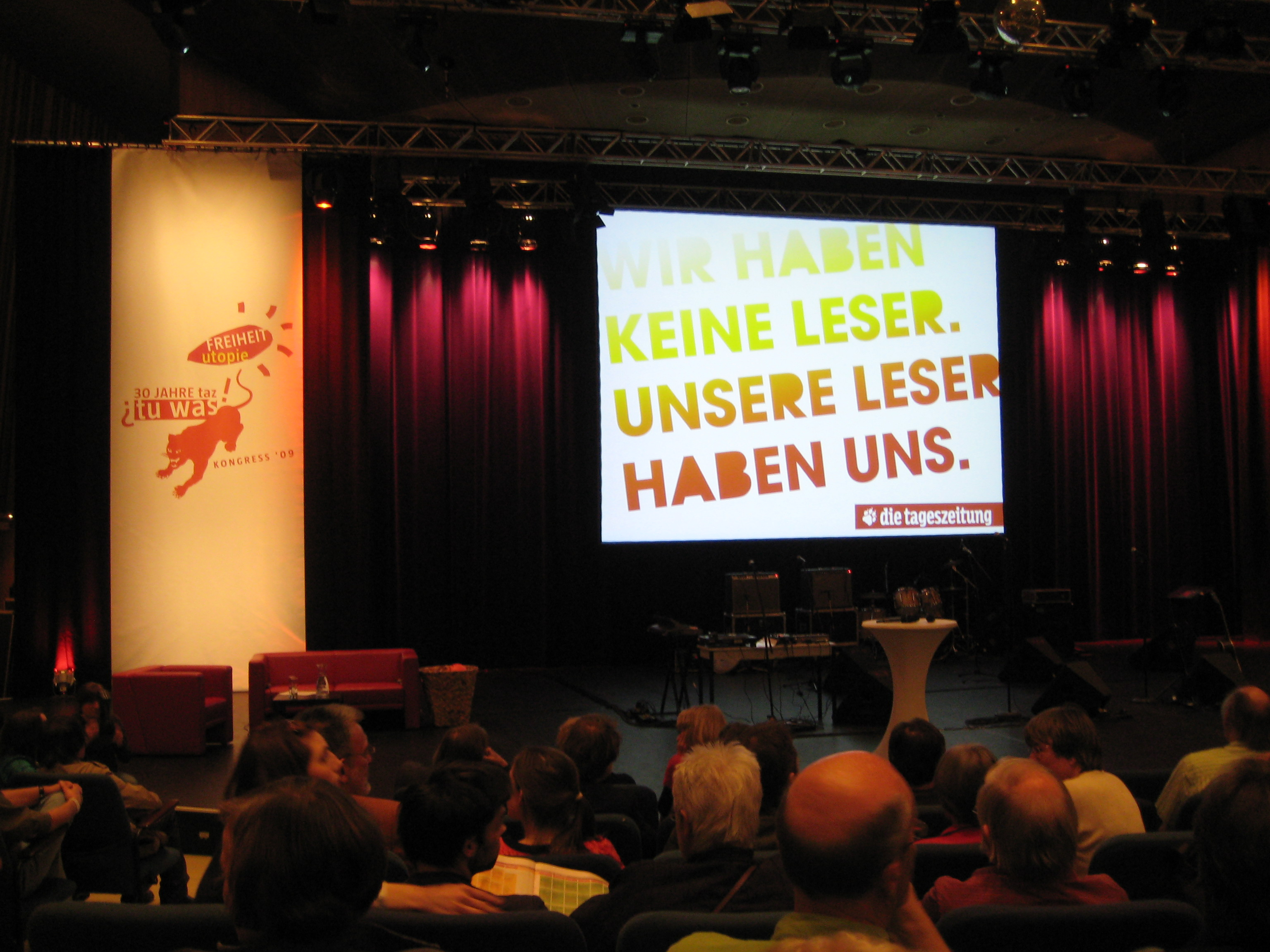
Während einer Veranstaltung des 1. taz lab „¿Tu was! Freiheit & Utopie“ im Jahr 2009

Das taz lab (auch taz.lab bzw. tazlab) ist ein auf Austausch, Streit und Debatte angelegtes Publikumsforum der taz, Die Tageszeitung. Durch eine Vielzahl von Experten und verschiedenen Möglichkeiten der Einbindung der Teilnehmenden wird ein breites Themen- und Meinungsspektrum abgebildet und Disput ermöglicht. Das taz lab findet seit 2009 jährlich statt.

## Geschichte

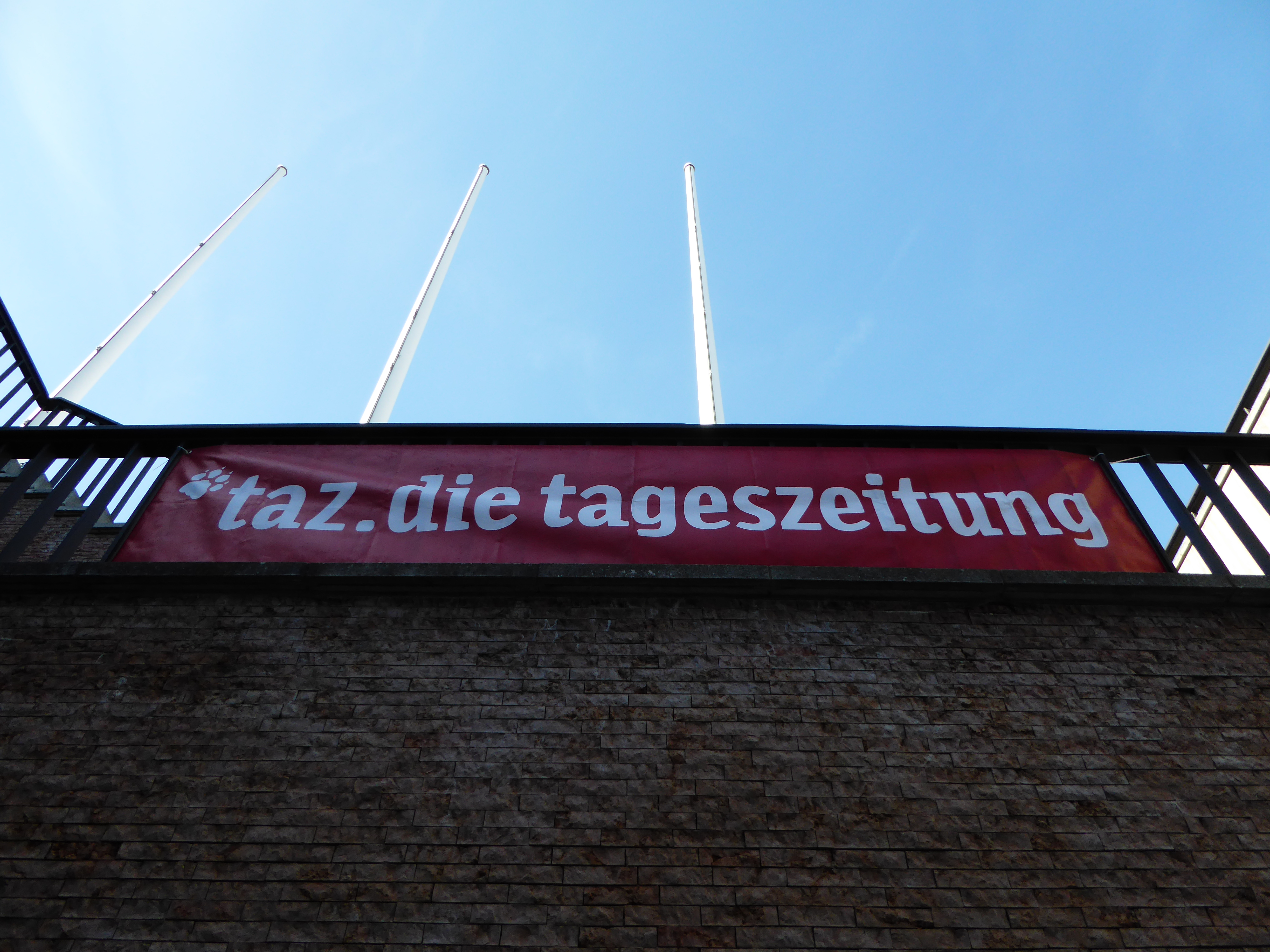
taz lab im Haus der Kulturen der Welt (HKW) im Jahr 2016

Nach dem Erfolg des dreitägigen Kongresses anlässlich des 30. Geburtstages der taz im Jahr 2009 im Haus der Kulturen der Welt (HKW) veranstaltet die taz jährlich Kongresse zu einem wechselnden Schwerpunktthema. Hier finden Diskussionen, Interviews, Workshops und Vorträge statt, daneben können Organisationen und Projekte auf dem Kongress bekannt gemacht werden. Kurator des taz lab ist Jan Feddersen.

### Taz lab Chronologie

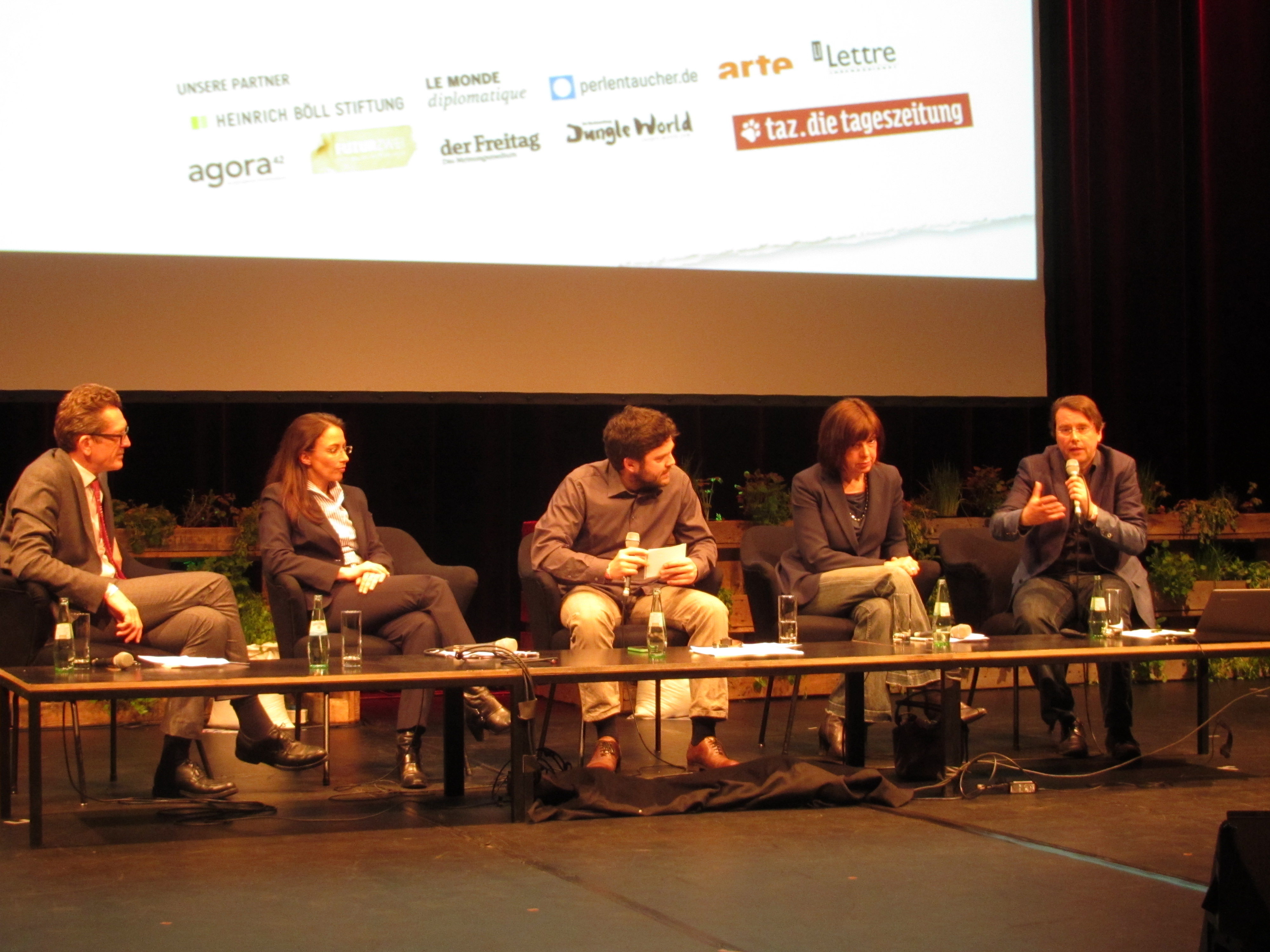
Diskussion auf dem taz lab „Europa. I love EU – Solidarität ist machbar“ im Jahr 2014

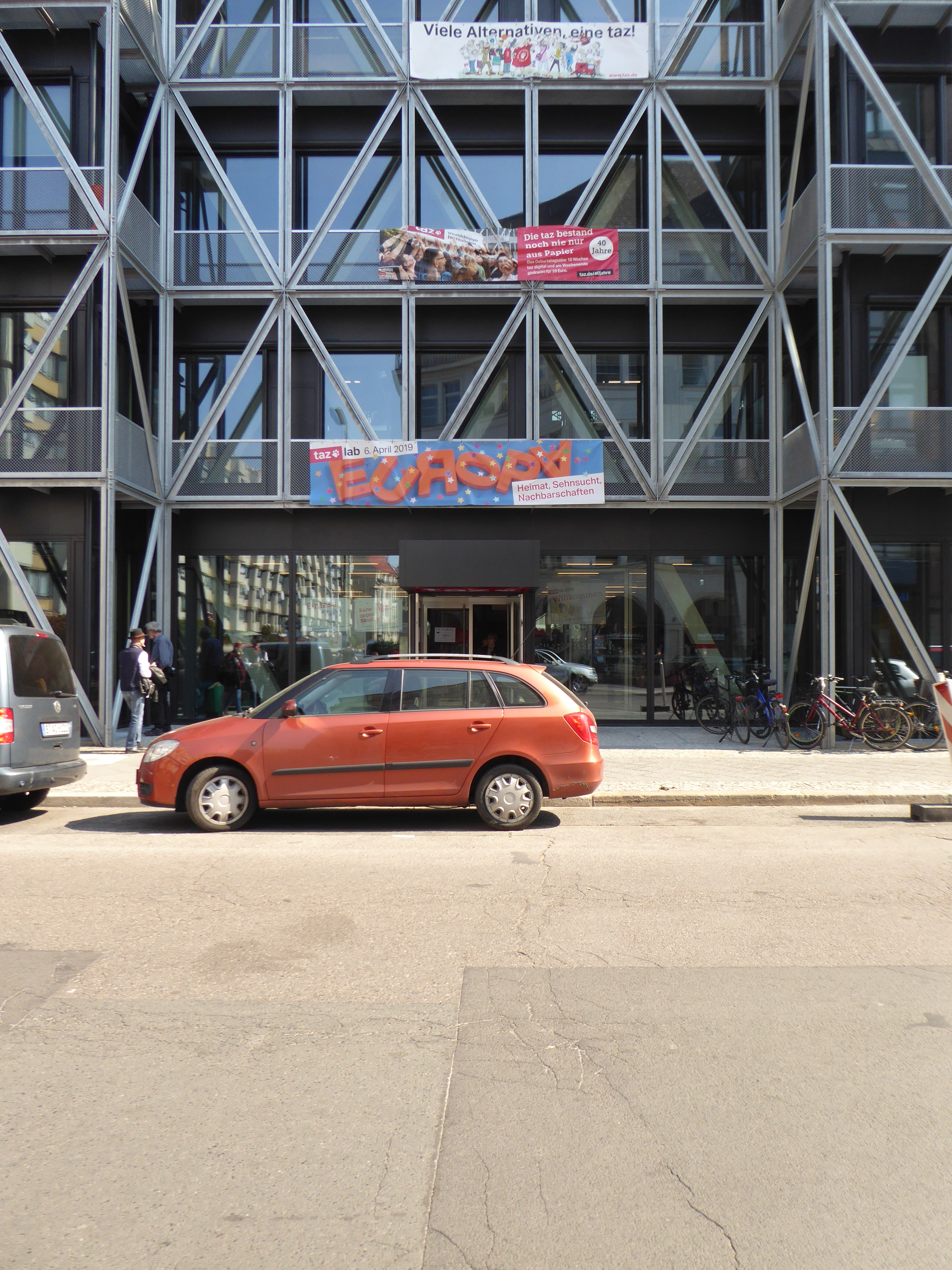
taz lab 2019: Europa – Heimat, Sehnsucht, Nachbarschaft

- 01. taz lab 2009 (17. bis 19. April 2009) – „¿Tu was! Freiheit & Utopie“; Veranstaltungsort: HKW[1][4]
- 02. taz lab 2010 (24. April 2010) – „Welche Universitäten wollen wir?“; Veranstaltungsort: HKW[5][6]
- 03. taz lab 2011 (8. und 9. April 2011) – „Die Revolution haben wir uns anders vorgestellt“; Veranstaltungsort: HKW[7][8]
- 04. taz lab 2012 (14. April 2012) – „Das gute Leben. Es gibt Alternativen“; Veranstaltungsort: HKW[9]
- 05. taz lab 2013 (20. April 2013) – „Erfindet. So kann es nicht weitergehen“; Veranstaltungsort: HKW[10]
- 06. taz lab 2014 (12. April 2014) – „Europa. I love EU – Solidarität ist machbar“; Veranstaltungsort: HKW[11]
- 07. taz lab 2015 (25. April 2015) – „Was wirklich zählt – Der Gedöns-Kongress der taz“; Veranstaltungsort: HKW[12]
- 08. taz lab 2016 (2. April 2016) – „Fremde oder Freunde? – Die Lust an der Differenz“; Veranstaltungsort: HKW[13][14]
- 09. taz lab 2017 (29. April 2017) – "Der Kongress von taz.meinland"; Veranstaltungsort: taz-Haus in der Rudi-Dutschke-Straße 23[15]
- 10. taz lab 2018 (21. April 2018) – „Wie wir arbeiten wollen – Das taz lab zur Zukunft der Arbeit“; Veranstaltungsort: HKW[16][17]
- 11. taz lab 2019 (6. April 2019) – Europa – Heimat, Sehnsucht, Nachbarschaft; Veranstaltungsort: taz-Haus in der Friedrichstr. 21[18]
- verschoben nach 2021 wegen Corona: taz lab 2020 (ursprünglich geplant für den 25. April 2020) – „A Change Is Gonna Come“ (Wandel liegt in der Luft); Veranstaltungsort: taz-Haus in der Friedrichstr. 21[19]
- 12. taz lab 2021 (24. April 2021 – ausschließlich digital) – „A Change Is Gonna Come“ – Der digitale taz Kongress; Veranstaltungsort: online[20][21]

- 13. taz lab 2022 (30. April 2022 – „Live im Stream und darüber hinaus“) – „Klima und Klasse“: „Spaltung? Nicht mit uns!“; Veranstaltungsort: online und ergänzend im Besselpark in Berlin-Kreuzberg[22]

- 14. taz lab 2023 (22. April 2023 – „Live im Stream und darüber hinaus“) – „Zukunft & Zuversicht“; Veranstaltungsort: online, im taz Neubau und dem benachbarten FrizzForum sowie rund um den taz Neubau das taz-lab-Kiezfest[23]
- 15. taz lab 2024 (27. April 2024) – „Alles Osten. Oder was?“; Veranstaltungsort: online, im taz Neubau und dem benachbarten FrizzForum sowie im Besselpark in Berlin-Kreuzberg[24]

### Ticketpreis entsprechend demtaz Solidaritätsprinzip
Die Preisgestaltung der Eintrittskarten erfolgt entsprechend dem taz Solidaritätsprinzip – ein Ticket, drei Preise – Normalpreis, politischer Preis, ermäßigter Preis.

### Rezeption
Das Spektrum externer Bewertung von Einzelveranstaltungen des Formats taz lab reicht von „quicklebendige Podiumsdiskussion“ (Mechthild Buchholz, medicamondiale.org) über „Linkes Betschwestertum“ (Jan Fleischhauer, Der Spiegel) bis zu „tazlab-erei“ (Freitag-Community).